# フルクロチゾラム
フルクロチゾラム（英: Fluclotizolam）はチエノトリアゾロジアゼピン誘導体で、1979年に初めて合成されたが、医薬品として販売されることはなかった。後にデザイナードラッグとして販売され、2017年に初めてはっきりと確認された。